# خلاص قديس (رواية)
خلاص قديس (باليابانية: 聖女の救済، بالروماجي: Seijo no Kyousai) هي الرواية الثانية للكاتب الياباني كيغو هيغاشينو ضمن سلسلة المتحري غاليليو أو مانابو يوكاوا. ظهرت الرواية باليابانية عام 2008م وترجمت إلى الإنجليزية عام 2012م.

## القصة
تدور رحى القصة عن جريمة قتل زوج تقوم بها زوجته وهي مسافرة في محافظة هوكايدو وهو في طوكيو. يأتي المحقق كوسوناغي صديق المحقق غاليليو ليحقق في القضية ومعة كلاً من مساعده كيشتاني والمحققة الجديدة أوتسومي. اسم الزوجة هو أياني والزوج اسمه يوشيتاكا. لأياني مدرسة تعليم للتطريز وتكون لها مساعدة متدربة اسمها هيرومي. تسافر الزوجة أياني إلى هوكايدو بعد أن تضع مفتاح البيت لدى هيرومي لعلها تحتاج شيئًا من البيت في غياب معلمتها، وبعد سفرها يتصل زوجها بمساعدتها هيرومي ليدعوها إلى العشاء يوم السبت، ويتضح أن بينهم علاقة سرية. في الصباح تغادر إلى العمل فهي تعمل بعض الأحيان في نهاية الأسبوع، وتكون قد اتفقت هي ويوشتاكا على أن يتعشيا في الخارج مساءً. عند المساء وهيرومي تتصل بيوشيتاكا تلاحظ أنه لا يرد، فتقصد المنزل وتفتح الباب بالمفتاح التي أعطته إياها أياني قبل أن تسافر، وترى جثة يوشيتاكا هامدمة وكوب قهوة بجانبه مسكوب. يتضح بعدها أنه قد سمم بحمض الزرنيخ.

## الشخصيات
- يوشيتاكا ماشيبا

الزوج المتوفى
- أياني ماشيبا

الزوجة القاتلة
- هيرومي واكاياما

متدربة أياني المفضلة ومساعدتها
- جونكو تسوكي

رسامة كتب أطفال متوفية